# Jan Hartl (botanik)
Jan Hartl (29. října 1895 Dráchov – 7. září 1966 České Budějovice) byl český botanik a učitel.

## Životopis
Jan Hartl se narodil 29. října 1895 v Dráchově u nedaleké Soběslavi, kde v roce 1915 absolvoval učitelský ústav. Následně vyučoval na několika nedalekých školách, než se v roce 1922 usadil v Českých Budějovicích. V Budějovicích vyučoval a později se stal ředitelem školy.
Výrazně se angažoval v ochraně jihočeské přírody a pracoval jako okresní konzervátor organizace Ochrana přírody. Patřil mezi členy místní pobočky České botanické společnosti, která zde vznikla v roce 1959. Shromáždil obsáhlou kartotéku lokalit rostlin z širokého okolí Českých Budějovic. Část jeho materiálů publikoval jihočeský botanik Stanislav Kučera v roce 1968 pod názvem Příspěvek ke květeně Českobudějovicka I..
Jan Hartl zemřel 7. září 1966 v Českých Budějovicích ve věku 70 let.